# 別列米亞尼 (布恰奇區)
48°53′11″N 25°26′51″E / 48.88639°N 25.44750°E

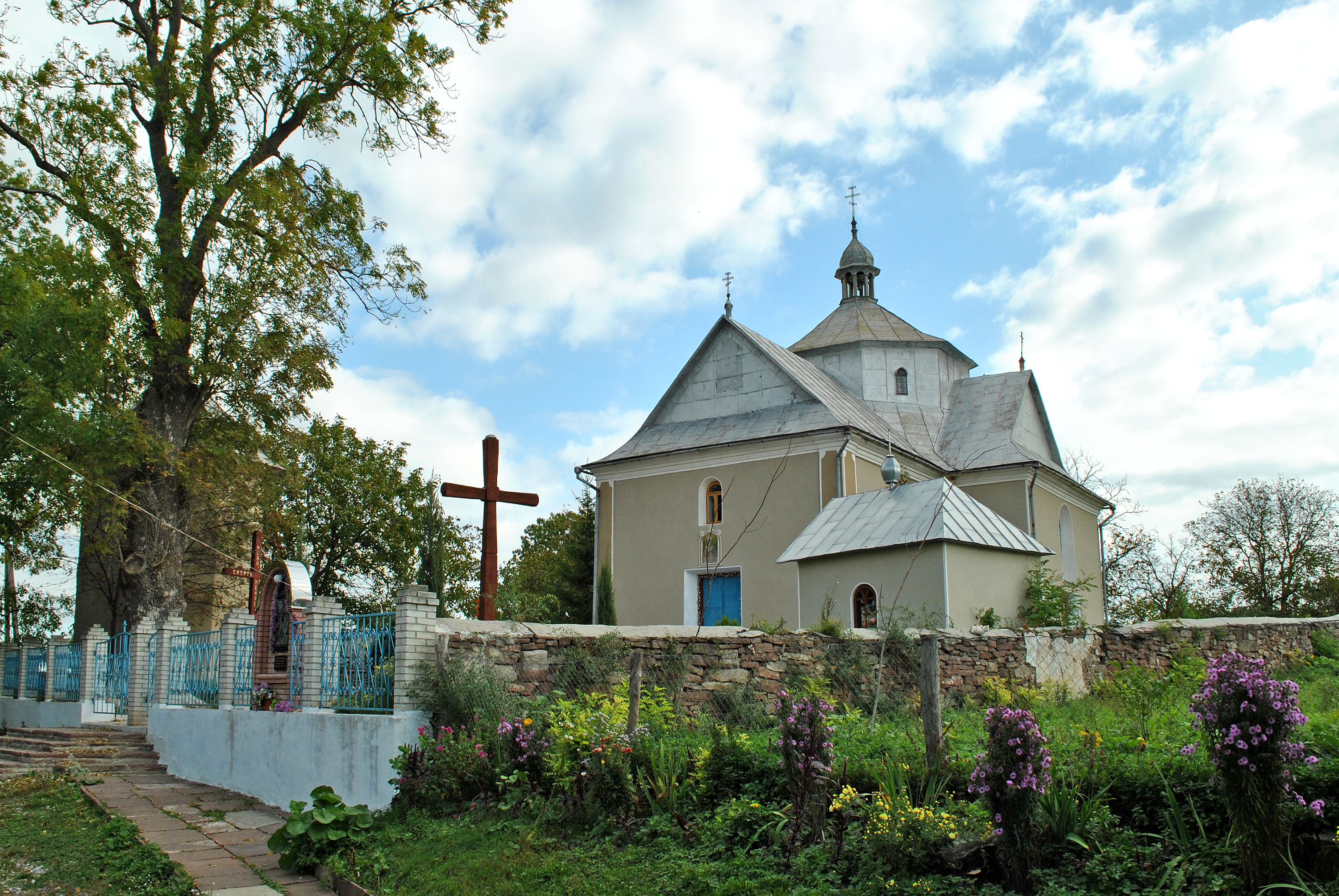

別列米亞尼（烏克蘭語：Берем'яни）是位於烏克蘭西部特諾皮爾州裏喬爾特基夫區的村莊，始建於1587年，海拔高度344米，2007年該城鎮人口700。